# Arno Ruoff

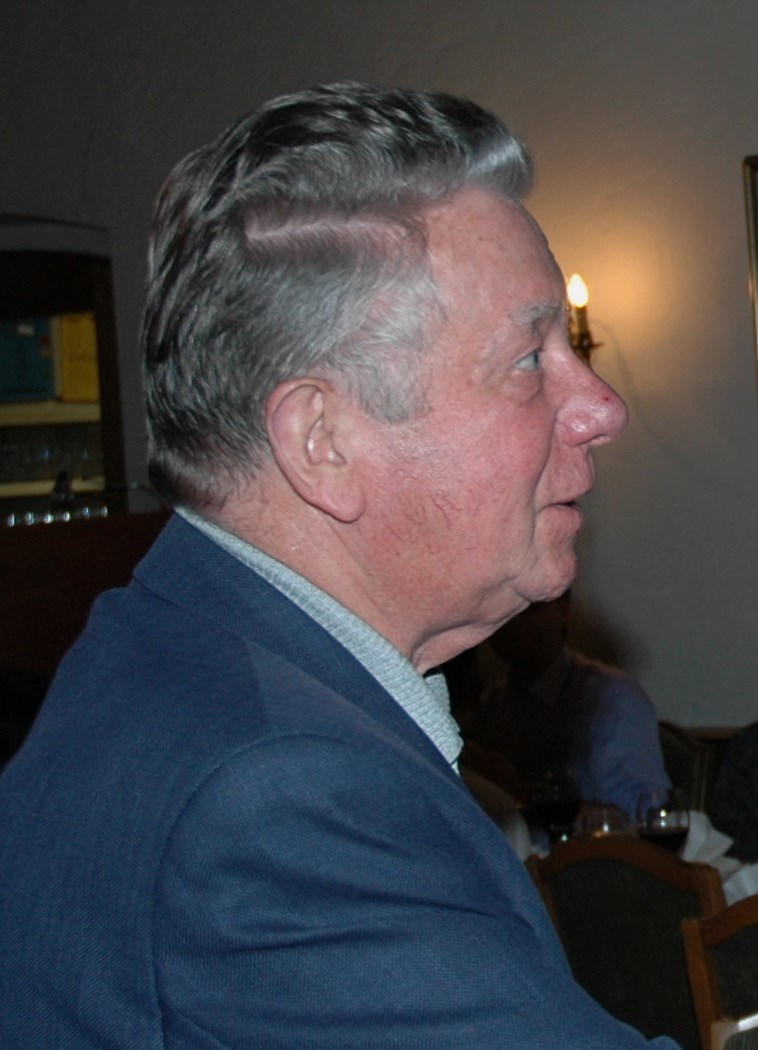
Sprachwissenschaftler Arno Ruoff

 Arno Ruoff  (* 26. Juni 1930; † 2010 in Wolfenhausen) war ein deutscher Sprachwissenschaftler. Er galt als der beste Kenner gesprochener Sprache in Baden-Württemberg. Diese Auszeichnung hatte er sich durch die immense Anzahl von Interviews mit Sprechern aller Altersgruppen und Schichten seit den 50er Jahren in Baden-Württemberg, Bayerisch-Schwaben und Liechtenstein erworben.

## Leben
Der Anfang seiner Beschäftigung mit den Mundarten des südwestdeutschen Raumes ist für Arno Ruoff untrennbar mit dem Namen Eberhard Zwirner verbunden. Als dieser Anfang der 50er Jahre daran ging, die deutschen Mundarten und die deutsche Umgangssprache auf Tonbänder aufzunehmen, war Arno Ruoff gleich dabei. Aus diesen Anfängen heraus entstand dann später die von Arno Ruoff gegründete und geleitete „Tübinger Arbeitsstelle Sprache in Südwestdeutschland“. Nach und nach kamen gut 2000 Aufnahmen aus mehr als 500 Orten zusammen. Sie sind heute im Arno-Ruoff-Archiv zusammengefasst, das Teil des Archivs der Alltagskulturen des Ludwig-Uhland-Instituts für Empirische Kulturwissenschaft und des Museums der Universität Tübingen MUT ist. Das Gebäude in der Biesinger Straße mit dem Arno-Ruoff-Archiv brannte verbunden mit Verlusten an Archivmaterial im März 2017 ab.
1973 – also nach 20 Jahren Sprachaufnahme – gründete Arno Ruoff die Reihe „Idiomatica“, und um alle folgenden Arbeiten methodisch zu entlasten, verfasste er selbst den ersten Band. „Grundlagen und Methoden der Untersuchung gesprochener Sprache“ – so der Titel – wurde zu einem Standardwerk. In den folgenden Jahrzehnten sollten diesem ersten Idiomatica-Band noch weitere 16 folgen. Insgesamt gehen heute über 120 Publikationen auf die Tübinger Arbeitsstelle zurück. Allein diese Zahl weist schon darauf hin, welche Bedeutung die „Tübinger Schule“ unter Arno Ruoff für die Mundartforschung erlangte.

## Auszeichnungen
- 1994 Johann Andreas Schmeller Preis
- 1999 Ludwig-Uhland-Preis
- 2001 Ehrendoktorwürde der Universität Bayreuth

## Werke (Auswahl)

### Monographien
- Arno Ruoff: Grundlagen und Methoden der Untersuchung gesprochener Sprache. Einführung in die Reihe „Idiomatica“ mit einem Katalog der ausgewerteten Tonbandaufnahmen. Niemeyer Tübingen 1973 (= Idiomatica 1). ISBN 3-484-10146-6
- Arno Ruoff: Häufigkeitswörterbuch gesprochener Sprache. Gesondert nach Wortarten, alphabetisch, rückläufig-alphabetisch und nach Häufigkeit geordnet. Unter Mitarbeit von Harald Fuchs, Bernhard Gersbach, Rainer Graf, Simone Thiers. Niemeyer Tübingen 1981. 2. Auflage 1990 (= Idiomatica 8). ISBN 3-484-10317-5
- Arno Ruoff: Mundarten in Baden-Württemberg. Beiheft zur Tonkassette mit Transkriptionen, Kommentaren und einer Sprachkarte. Hrsg. von der Landesbildstelle Württemberg. Stuttgart 1983.
- Arno Ruoff: Alltagstexte I. Transkriptionen von Tonbandaufnahmen aus Baden-Württemberg und Bayrisch-Schwaben, mit zwei Karten. Tübingen 1984 (= Idiomatica 10).
- Arno Ruoff: Alltagstexte II. Transkriptionen von Tonbandaufnahmen aus Baden-Württemberg, Vorarlberg und Liechtenstein, mit zwei Karten. Tübingen 1985 (= Idiomatica 11).
- Arno Ruoff: Flurnamenbuch Baden-Württemberg. Flurnamenschreibung in amtlichen Karten. Aufgrund der Vorarbeiten von Karl Bohnenberger und Helmut Dölker unter Mithilfe von Konrad Kunze bearbeitet. Hrsg. vom Landesvermessungsamt Baden-Württemberg. Stuttgart 1993. ISBN 3-89021-566-1
- Arno Ruoff/Eugen Gabriel:Die Mundarten Vorarlbergs. Ein Querschnitt durch die Dialekte des Landes. Mit einem Katalog des Tonarchivs der Mundarten Vorarlbergs (Schriften der Vorarlberger Landesbibliothek 3). Graz 1998.
- Arno Ruoff/Eugen Gabriel: Die Mundarten des nördlichen Oberlands(Schriften der Vorarlberger Landesbibliothek 3). Graz 2000.
- Arno Ruoff/Eugen Gabriel: Die Mundarten des Montafons. (Schriften der Vorarlberger Landesbibliothek 7). Graz 2003.
- Arno Ruoff/Eugen Gabriel: Die Mundarten des Vorderwalds.(Schriften der Vorarlberger Landesbibliothek 9). Graz 2004.
- Arno Ruoff/Eugen Gabriel: Die Mundarten des Innerwalds(Schriften der Vorarlberger Landesbibliothek 10). Graz 2004.
- Arno Ruoff/Eugen Gabriel: Die Mundarten des Vorarlberger Allgäus(Schriften der Vorarlberger Landesbibliothek 8). Graz 2005.
- Arno Ruoff/Eugen Gabriel: Die Mundarten des südlichen Unterlands (Schriften der Vorarlberger Landesbibliothek 2). Graz 2008.
- Arno Ruoff: Tal und Berg – Volk und Fürst: Liechtenstein in 50 Gesprächen. Tübingen 2009.

### Rezensionen
- Hans Kuhn: Verbale 1- und r-Bildungen im Schweizerdeutschen. Frauenfeld 1961 (= Beiträge zur schweizerdeutschen Mundartforschung 11). In: Kratylos IX (1964), S. 49–53.
- Fritz Rahn: Der schwäbische Mensch und seine Mundart. Beiträge zum schwäbischen Problem. Stuttgart 1962. In: Germanistik 4 (1963), S. 403 f.
- Erika Bauer: Neckarsteinach und Darsberg, Kreis Bergstraße. Göttingen 1961 (= Lautbibliothek der deutschen Mundarten. 23/24.) In: Germanistik 4 (1963), S. 27.
- Sprachatlas der deutschen Schweiz. Begründet von Heinrich Baumgartner und Rudolf Hotzenköcherle. In Zusammenarbeit mit Konrad Lobeck, Robert Schläper, Rudolf Trüb und unter Mitwirkung von Paul Zinsli, herausgegeben von Rudolf Hotzenköcherle, fortgeführt von Robert Schläper, Rudolf Trüb, Paul Zinsli. Band I-VII. Bern 1962. In: Phonetica 2/3 (1963), S. 140–160.
- Helmut Dölker: Flurnamen der Stadt Stuttgart. Die Namen der Innenstadt sowie der Stadtteile Berg, Gablenberg und Heslach. Nachdruck der Ausgabe von 1933, ergänzt durch 41 Abbildungen und 2 Karten (Forschungen und Berichte zur Volkskunde in Baden-Württemberg 6). Stuttgart 1982. In: Zeitschrift für württembergische Landesgeschichte 44 (1985), S. 416–418.
- Eduard Nübling: Studien und Berichte zur Geschichts-, Mundart- und Namenforschung Bayerisch-Schwabens. Festgabe zum 80. Geburtstag des Verfassers. Hrsg. von Wolfgang Zorn und Pankraz Fried. (Veröffentlichungen der Schwäbischen Forschungsgemeinschaft bei der Kommission für Bayerische Landesgeschichte, Reihe 1: Studien zur Geschichte des Bayerischen Schwabens, Band 16). Augsburg 1988. In: Zeitschrift für württembergische Landesgeschichte 49 (1990), S. 500.
- Sprachatlas der deutschen Schweiz. Begründet von Heinrich Baumgartner und Rudolf Hotzenköcherle. In Zusammenarbeit mit Konrad Lobeck, Robert Schläper, Rudolf Trüb und unter Mitwirkung von Paul Zinsli, herausgegeben von Rudolf Hotzenköcherle, fortgeführt von Robert Schläper, Rudolf Trüb, Paul Zinsli. Band I-VII. Bern und Tübingen 1962-1993. In: Montfort 47 (1995), S. 68–76.
- Hubert Klausmann, Konrad Kunze, Renate Schrambke: Kleiner Dialektatlas. Alemannisch und Schwäbisch in Baden-Württemberg (= Themen der Landeskunde 6. Veröffentlichungsreihe aus dem Alemannischen Institut Freiburg im Breisgau). Bühl/Baden 1993, 2. veränderte Auflage 1994. In: Zeitschrift für Württembergische Landesgeschichte 54 (1995), S. 485f.
- Sprachatlas der deutschen Schweiz. Begründet von Heinrich Baumgartner und Rudolf Hotzenköcherle. In Zusammenarbeit mit Konrad Lobeck, Robert Schläper, Rudolf Trüb und unter Mitwirkung von Paul Zinsli, herausgegeben von Rudolf Hotzenköcherle, fortgeführt von Robert Schläper, Rudolf Trüb, Paul Zinsli. Band VIII: Wortgeographie V. Tübingen, Basel 1997. In: Montfort 52 (2000), S. 314f.

### Herausgeberschaft
- Idiomatica. Veröffentlichungen der Tübinger Arbeitsstelle „Sprache in Südwestdeutschland“. In Verbindung mit Hermann Bausinger, Werner Besch, Walter Haas und Otmar Werner herausgegeben von Arno Ruoff. Bd. 1–18. Tübingen 1973-1997.
- Arno Ruoff (Hg.): Volkstümliche Überlieferungen in Württemberg. Blüten aus den Konferenz-Aufsätzen 1899/1900 zu einem Kränzlein für Hermann Bausinger zum 60. Geburtstag gewunden. Tübingen 1986.
- Arno Ruoff (Hg.): Die fränkisch-alemannische Sprachgrenze. Statik und Dynamik eines Übergangsgebiets. Untersucht und dargestellt in einem Projekt des Ludwig-Uhland-Instituts der Universität Tübingen. Band I: Textband. Band II: Kartenband. Tübingen 1992 (= Idiomatica 17).
- Arno Ruoff und Peter Löffelad (Hg.): Syntax und Stilistik der Alltagssprache. Beiträge der 12. Arbeitstagung zur alemannischen Dialektologie vom 25.–29. September 1996 in Ellwangen/Jagst. Tübingen 1997 (= Idiomatica 18).
- Arno Ruoff und Silke Kohnert (Hg.): Die Flurnamen der Stadt Nagold. Erhoben und dargestellt in einem Projekt des Ludwig-Uhland-Instituts der Universität Tübingen. Nagold 1997.